# HMS Triumph (S93)
Pour les autres navires du même nom, voir HMS Triumph.
Le HMS Triumph (n° de coque : S 93) est un sous-marin nucléaire d'attaque de la Royal Navy de la classe Trafalgar.

## Histoire
Il procède à des tirs de Tomahawk durant la première phase de la guerre d'Afghanistan de 2001 et participe en mars 2011 à la zone d'exclusion aérienne au-dessus de la Libye.

## Armement
- Missiles :
  - 4 UGM-109E Tomahawk Block.3C lancés par tubes lance-torpilles
  - 6 UGM-84B Sub-Harpoon Block.1C lancés par tubes lance-torpilles
- Torpilles : 5 tubes de 533 mm avec 15 torpilles Marconi Tigerfish Mk.24 mod.2
- Mines : 46 mines à la place des missiles/torpilles

## Électronique
- 1 radar de navigation Kelvin Hughes Type 1007
- 1 sonar passif Marconi Type 2072
- 1 sonar actif/passif d'attaque Plessey Type 2020
- 1 sonar passif remorqué Ferranti Type 2046
- 1 sonar passif Thorn Emi Type 2082
- 1 contrôle d'armes BAe Systems SMCS
- 1 système de combat Ferranti DCG
- Liaison 11
- 2 lance leurres torpille SSE mk.8
- 1 détecteur radar Racal UAP
- 1 périscope Pilkington Optronics CK.34
- 1 périscope Pilkington Optronics CH.84